# Boeinsk (Tatarije)
Boeinsk of Boejinsk (Russisch: Буинск; Tataars: Буа; Boea) is een stad in de Russische autonome republiek Tatarije. De stad ligt op de linkeroever van de rivier de Karla (Карла), een zijrivier van de Svijaga (Свияга), 137 km ten zuidwesten van Kazan.
Boeinsk werd het eerst vernoemd in geschriften uit 1691, en verkreeg de stadsstatus in 1780.
In de stad ligt het spoorwegstation Boej (Буй).
Bestuurlijk centrum: Kazan

Agryz · Almetjevsk · Aznakajevo · Bavly · Boegoelma · Boeinsk · Bolgar · Jelaboega · Laisjevo · Leninogorsk · Mamadysj · Mendelejevsk · Menzelinsk · Naberezjnye Tsjelny · Nizjnekamsk · Noerlat · Tetjoesji · Tsjistopol · Zainsk · Zelenodolsk